# Leucadendron microcephalum
Leucadendron microcephalum är en tvåhjärtbladig växtart som först beskrevs av Michel Gandoger, och fick sitt nu gällande namn av Gand. & Schinz. Leucadendron microcephalum ingår i släktet Leucadendron och familjen Proteaceae. Inga underarter finns listade i Catalogue of Life.